# Таконели (Кјети)
Таконели (итал. Tacconelli) је насеље у Италији у округу Кјети, региону Абруцо.
Према процени из 2011. у насељу је живело 161 становника. Насеље се налази на надморској висини од 342 м.